# Levene Gouldin & Thompson Tennis Challenger 2002
Il Levene Gouldin & Thompson Tennis Challenger 2002 è stato un torneo di tennis facente parte della categoria ATP Challenger Series nell'ambito dell'ATP Challenger Series 2002. Il torneo si è giocato a Binghamton negli Stati Uniti dal 5 all'11 agosto 2002 su campi in cemento.

## Vincitori

### Singolare
Scott Draper ha battuto in finale  Peter Luczak con il punteggio di 7–6(5), 6–4

### Doppio
Paul Goldstein /  Scott Humphries hanno battuto in finale  Amir Hadad /  Robert Kendrick con il punteggio di 4–6, 7–6(1), 7–5